# Dichloorsilaan
Dichlorosilaan (H2SiCl2), meestal afgekort tot DCS, is een kleurloze gasvormige anorganische siliciumverbinding met een karakteristieke geur. De stof heeft zeer ruime explosiegrenzen: 4,1 tot 99%.
Dichloorsilaan wordt voornamelijk gebruikt in de productie van halfgeleiders op basis van siliciumnitride. Om dit te bereiken wordt dichloorsilaan gemengd met ammoniak (NH3) in een LPCVD kamer waarin vervolgens het siliciumnitride als een film gevormd wordt.
Een hoge verhouding DCS:NH3 (vaak 16:1), resulteert in nitridefilms met een lagere mechanische spanning.